# Оккенфельс
Оккенфельс (нім. Ockenfels) — громада в Німеччині, розташована в землі Рейнланд-Пфальц. Входить до складу району Нойвід. Складова частина об'єднання громад Лінц-ам-Райн.
Площа — 1,66 км2. Населення становить 1079 ос. (станом на 31 грудня 2020).

## Галерея

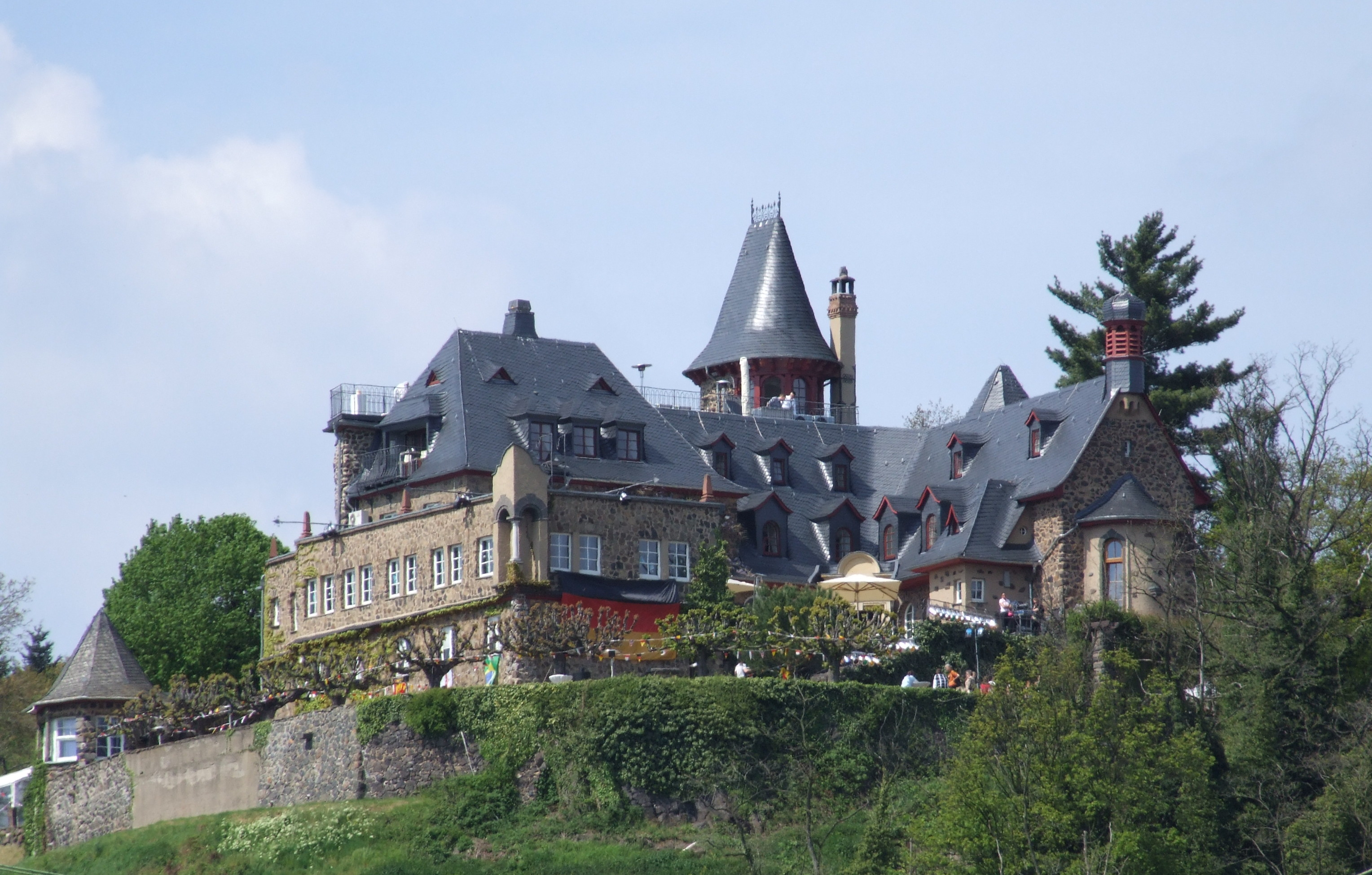
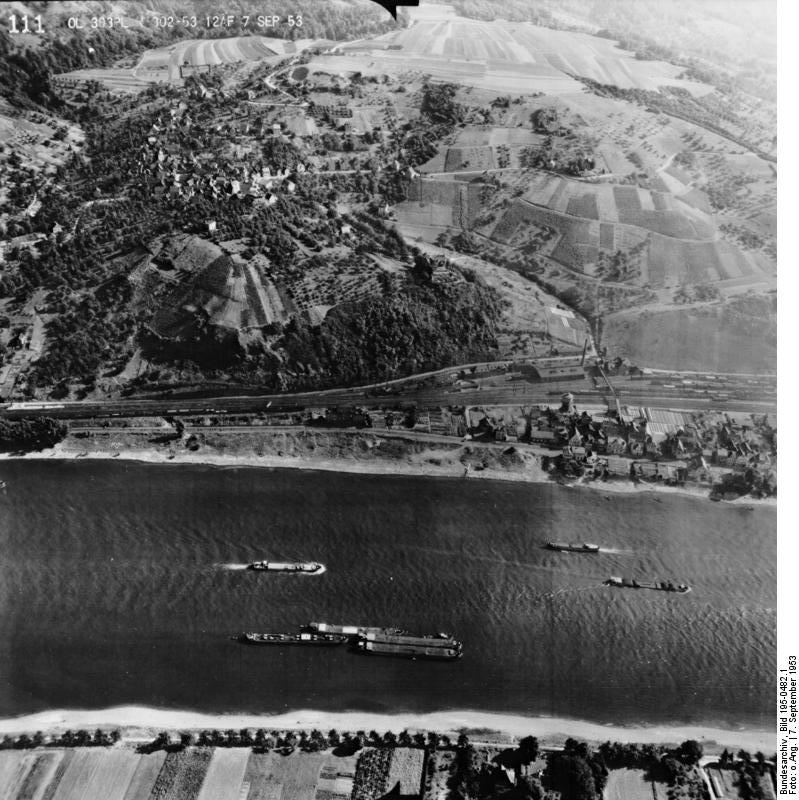
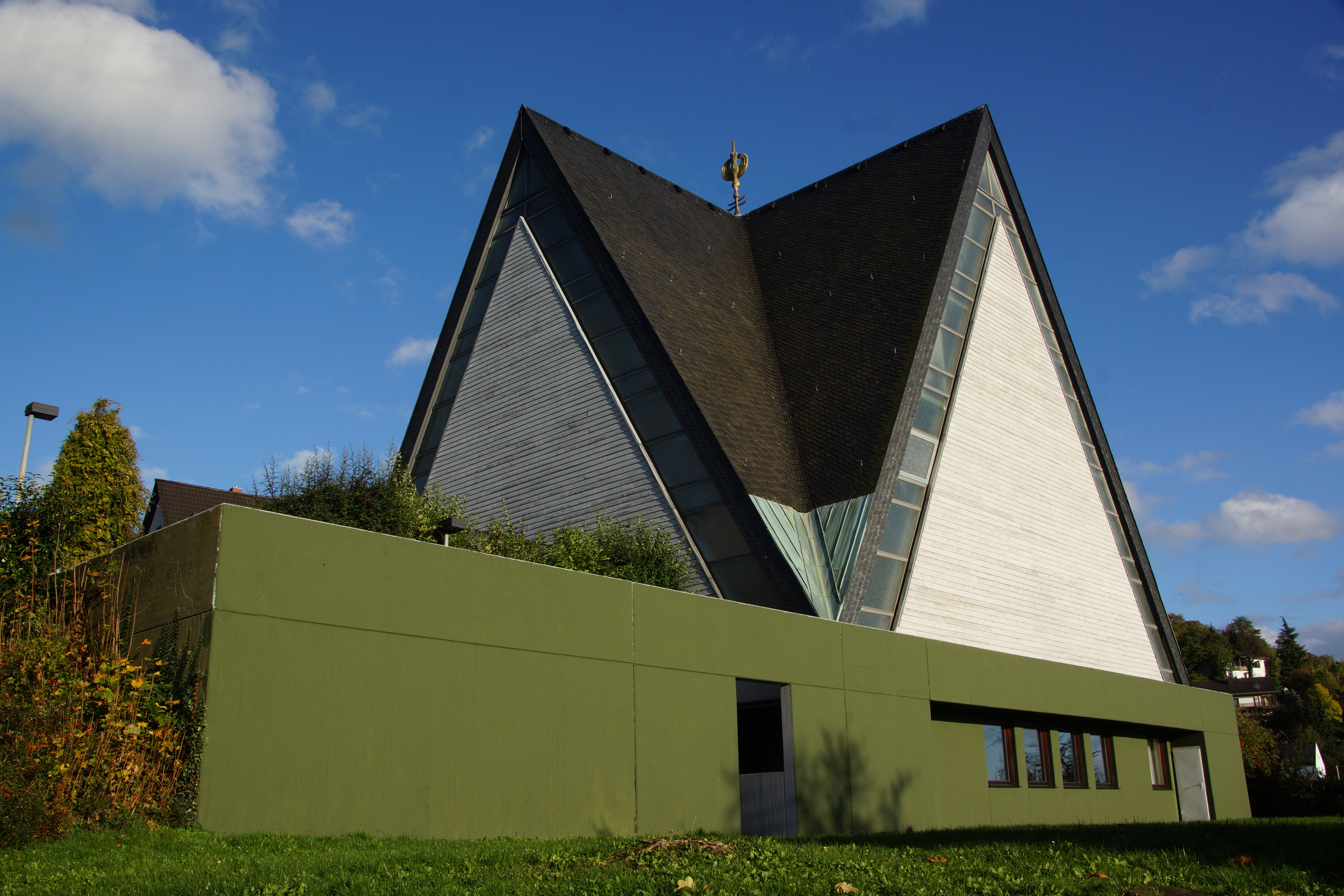
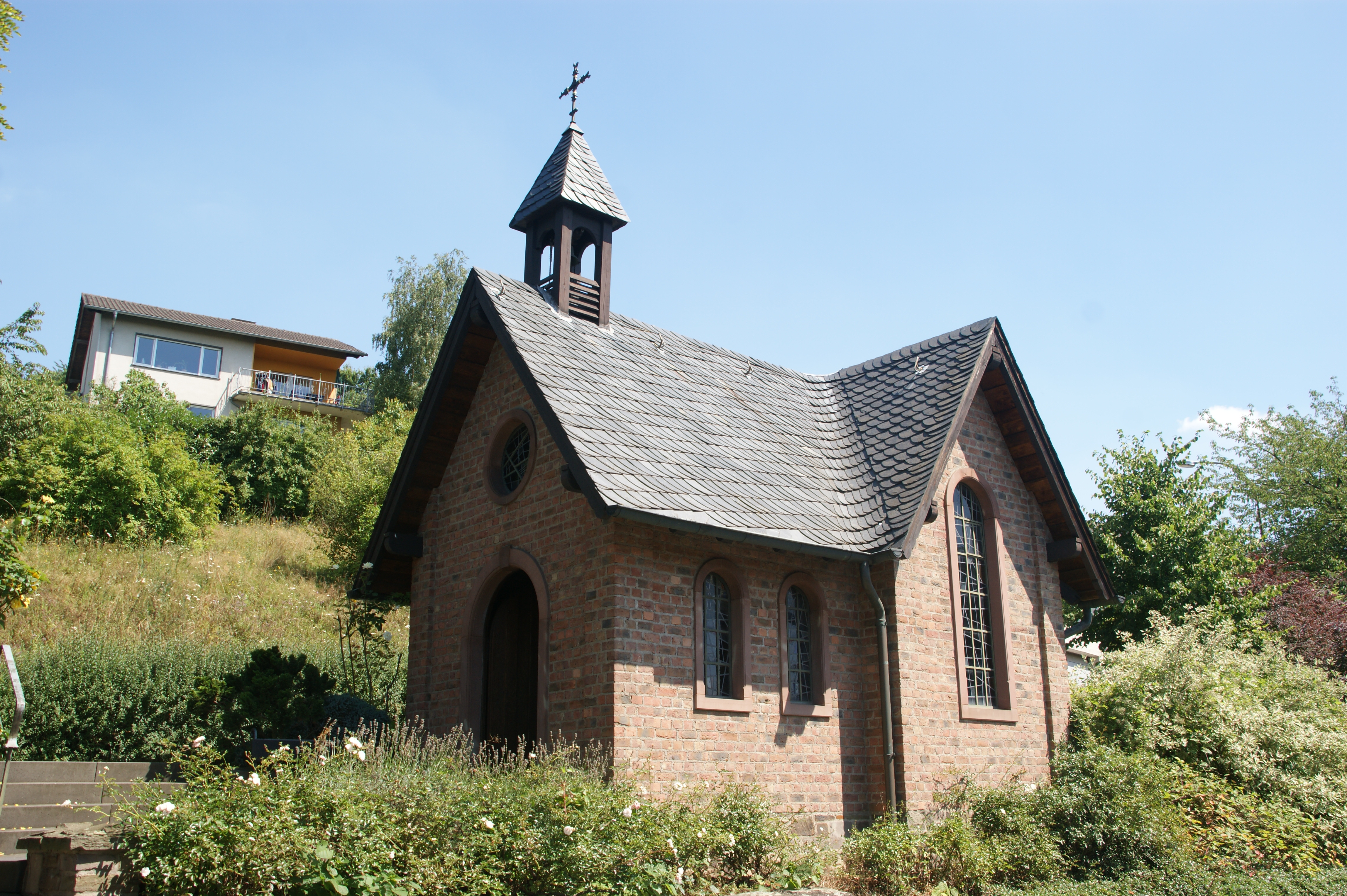